# Liste der Kulturgüter in Gachnang
Die Liste der Kulturgüter in Gachnang enthält alle Objekte in der Gemeinde Gachnang im Kanton Thurgau, die gemäss der Haager Konvention zum Schutz von Kulturgut bei bewaffneten Konflikten, dem Bundesgesetz vom 20. Juni 2014 über den Schutz der Kulturgüter bei bewaffneten Konflikten sowie der Verordnung vom 29. Oktober 2014 über den Schutz der Kulturgüter bei bewaffneten Konflikten unter Schutz stehen.
Objekte der Kategorien A und B sind vollständig in der Liste enthalten, Objekte der Kategorie C fehlen zurzeit (Stand: 1. Januar 2023).

## Kulturgüter
| Foto |                                                                                             | Objekt                                                          | Kat. | Typ | Standort                                       | Beschreibung                                                                        |
| ---- | ------------------------------------------------------------------------------------------- | --------------------------------------------------------------- | ---- | --- | ---------------------------------------------- | ----------------------------------------------------------------------------------- |
| ja   | Datei hochladen · Wikidata zu Ehemalige Manufaktur Greuterhof mit Scheune (Q1546090)        | Ehemalige Manufaktur Greuterhof mit Scheune KGS-Nr.: 05076      | A    | G   | Islikon, Hauptstrasse (13), 15 705531 / 266928 |                                                                                     |
| ja   | Datei hochladen · Wikidata zu Egelsee, prähistorische Seeufersiedlung (Q29526739)           | Egelsee, prähistorische Seeufersiedlung KGS-Nr.: 05125          | A    | F   | 707125 / 268400                                | Bestandteil des UNESCO-Welterbes «Prähistorische Pfahlbauten um die Alpen»          |
| ja   | Datei hochladen · Wikidata zu Reformierte Kirche St. Pankratius (Q2136894)                  | Reformierte Kirche St. Pankratius KGS-Nr.: 05044                | B    | G   | Friedhofweg 1.1 706340 / 266192                |                                                                                     |
| ja   | Datei hochladen · Wikidata zu Schloss mit katholischer Kapelle St. Sebastian (Q29882970)    | Schloss mit katholischer Kapelle St. Sebastian KGS-Nr.: 05045   | B    | G   | Islikonerstrasse 9, 9.2 706260 / 266400        |                                                                                     |
| ja   | Datei hochladen · Wikidata zu Schloss Kefikon (Q1677929)                                    | Schloss Kefikon KGS-Nr.: 05078                                  | B    | G   | Kefikon, Schlossweg 1 704894 / 267433          |                                                                                     |
| ja   | Datei hochladen · Wikidata zu Ehemaliger Speicher (Q29882950)                               | Ehemaliger Speicher KGS-Nr.: 05135                              | B    | G   | Oberwil 13.2 707697 / 267125                   |                                                                                     |
| ja   | Datei hochladen · Wikidata zu Ehemaliger Speicher (Q29882948)                               | Ehemaliger Speicher KGS-Nr.: 05136                              | B    | G   | Oberwil 33.3 707727 / 267175                   |                                                                                     |
| BW   | Datei hochladen · Wikidata zu Schopf (Q134289346)                                           | Schopf KGS-Nr.: 05141                                           | B    | G   | Gachnangerstrasse 11 705703 / 266939           |                                                                                     |
| ja   | Datei hochladen · Wikidata zu Ehemaliger Fabrikantenbau Zur Blume / Zum Frieden (Q29882946) | Ehemaliger Fabrikantenbau Zur Blume, Zum Frieden KGS-Nr.: 10982 | B    | G   | Kefikon, Dorfstrasse 15 705021 / 267312        |                                                                                     |
| ja   | Datei hochladen · Wikidata zu Reformiertes Pfarrhaus (Q29882968)                            | Reformiertes Pfarrhaus KGS-Nr.: 13716                           | B    | G   | Strehlgasse 6 706313 / 266248                  |                                                                                     |
| ja   | Datei hochladen · Wikidata zu Altes katholisches Pfarrhaus (Q29882945)                      | Altes katholisches Pfarrhaus KGS-Nr.: 13718                     | B    | G   | Im Dorf 16 706376 / 266206                     |                                                                                     |
| ja   | Datei hochladen · Wikidata zu Katholische Kirche Bruder Klaus mit Pfarrhaus (Q29882962)     | Katholische Kirche Bruder Klaus mit Pfarrhaus KGS-Nr.: 13719    | B    | G   | Islikonerstrasse 18.1, 18 706205 / 266592      | Katholische Kirche mit Pfarrhaus, 1952 nach Plänen von Adolf und Paul Gaudy erbaut. |
| ja   | Datei hochladen · Wikidata zu Ehemaliger Tröckneturm / Türmlihus (Q29882954)                | Ehemaliger Tröckneturm, Türmlihus KGS-Nr.: 13720                | B    | G   | Kefikon, Dorfstrasse 19 704993 / 267304        |                                                                                     |
| ja   | Datei hochladen · Wikidata zu Ehemaliger Speicher (Q29882952)                               | Ehemaliger Speicher KGS-Nr.: 13721                              | B    | G   | Strass 41.2 706834 / 269027                    | Spätmittelalterlicher Speicher, mit angebauter Stallscheune von 1941.               |
| ja   | Datei hochladen · Wikidata zu Telefonmuseum Telephonica im Greuterhof (Q29883109)           | Telefonmuseum Telephonica im Greuterhof KGS-Nr.: 16143          | B    | S   | Islikon, Hauptstrasse 15 705541 / 266935       |                                                                                     |